# Súlyozott átlagos tőkeköltség
A súlyozott átlagos tőkeköltség (röviden: WACC, angolul: weighted average cost of capital, magyar kiejtés: "vekk") az az arány, amelyet egy vállalat várhatóan átlagosan minden értékpapír-tulajdonosának fizet az eszközeik finanszírozására. Fontos megjegyezni, hogy ezt a piac, és nem a cégvezetés diktálja. A tőke súlyozott átlagköltsége azt a minimális hozamot jelenti, amelyet a vállalatnak meglévő eszközalapon kell szereznie, hogy kielégítse hitelezőit, tulajdonosait és egyéb tőkebefektetőit.
A vállalatok különböző forrásokból szereznek pénzt: törzsrészvények, preferált részvények, rendes adósság, átváltható adósság, adósság visszaváltható, nyugdíjkötelezettségek, vezetői részvényopciók, állami támogatások stb. Várható, hogy ezek a különböző értékek, amelyek különböző finanszírozási forrásokat képviselnek, különböző hozamokat generálnak. A súlyozott átlagos tőkeköltséget a tőkeszerkezet egyes összetevőinek relatív súlya alapján számítják ki. Mivel a tőkeköltség a részvénytulajdonosok és az adósok által várt hozam, a súlyozott átlagos tőkeköltség azt a hozamot jelzi, amelyet mindkét érdekelt fél elvár.
A WACC-et a vállalatok arra használják, hogy eldöntsék, a látókörükben lévő beruházási projektekbe érdemes-e belefogni, avagy sem.

## Számítása
Általában a WACC-et a következőképpen számolják ki:
{\displaystyle {\text{WACC}}={\frac {\sum _{i=1}^{N}r_{i}\cdot MV_{i}}{\sum _{i=1}^{N}MV_{i}}}}
ahol {\displaystyle N} a forrástőke számossága (értékpapírok, tartozások, kötelezettségek); {\displaystyle r_{i}} az {\displaystyle i} értékpapír elvárt megtérülési rátája; és {\displaystyle MV_{i}} az összes meglévő {\displaystyle i} értékpapír piaci értéke.
Amennyiben a céget kizárólag saját tőkéből és hitelből finanszírozzák, akkor az átlagos tőkeköltség így számítható:
{\displaystyle {\text{WACC}}={\frac {D}{D+E}}K_{d}+{\frac {E}{D+E}}K_{e}}
ahol {\displaystyle D} a teljes hitelösszeg, {\displaystyle E} a teljes részvénytőke, {\displaystyle K_{d}} a hitelköltség, és {\displaystyle K_{e}} a tőkeköltség. A hitel, illetve a tőke piaci értékét a WACC-képlet súlyozására használják.

### Adózási kihatások
Adózási szempontok is beépíthetők a képletbe. Például, egy cég WACC-jét egyféle részvényből finanszírozzák, melynek teljes piaci értéke {\displaystyle MV_{e}}, tőkeköltsége {\displaystyle R_{e}}, illetve egyfajta kötelezettség terheli {\displaystyle MV_{d}} piaci értékben és {\displaystyle R_{d}} hitelköltséggel egy olyan országban, ahol a társasági adó {\displaystyle t}. Ekkor a WACC így számítható:
{\displaystyle {\text{WACC}}={\frac {MV_{e}}{MV_{d}+MV_{e}}}\cdot R_{e}+{\frac {MV_{d}}{MV_{d}+MV_{e}}}\cdot R_{d}\cdot (1-t)}

## Fordítás
- Ez a szócikk részben vagy egészben  a   Weighted average cost of capital című angol Wikipédia-szócikk fordításán alapul.  Az eredeti cikk szerkesztőit annak laptörténete sorolja fel. Ez a jelzés csupán a megfogalmazás eredetét és a szerzői jogokat jelzi, nem szolgál a cikkben szereplő információk forrásmegjelöléseként.